# Janduís
Os janduís foram um grupo indígena brasileiro que, no século XVII, habitava as margens dos rios Açu, Moçoró e Apodi, nos estados brasileiros de Rio Grande do Norte e Paraíba. Foram chamados também de Otxucaianas e estão extintos há pouco tempo.

## Etimologia
O termo "janduí" deriva de Nhandu-í (que significa "ema pequena", "o corredor" ou "o veloz"). Em sentido diverso, o tupinólogo Eduardo de Almeida Navarro aponta, como origem do termo, o tupi antigo îandu'y, que significa "rio das emas" (îandu, ema e 'y, rio).

## História
Durante o período colonial, existia, na região hoje ocupada pelo Rio Grande do Norte, Ceará e Paraíba, uma confederação de tribos Cariris, hostil à Coroa Portuguesa. Dentre estas, uma das mais aguerridas era a dos Janduís.
As balas dos colonizadores quebraram, por fim, essa resistência, assim como a escravidão, a assimilação cultural, as doenças trazidas pelos europeus e várias mortes dissolveram essas tribos. Restaram, por fim, a lenda e o nome.
Dos Janduís, provém os Kanindés que também moravam no Ceará desde antes da chegada europeia. O povo indígena Kanindé sobrevive no estado do Ceará até os dias atuais, no município de Aratuba.